# John Bradley
John Bradley West (nghệ danh: John Bradley, sinh ngày 15 tháng 9 năm 1988) là một nam diễn viên người Anh.

## Danh sách phim

### Điện ảnh
| Năm  | Tên phim                    | Vai diễn                   | Ghi chú        |
| ---- | --------------------------- | -------------------------- | -------------- |
| 2012 | Anna Karenina               | Austrian Prince            | Không ghi công |
| 2015 | Traders                     | Vernon Stynes              |                |
| 2015 | Man Up                      | Andrew                     | Không ghi công |
| 2016 | Grimsby                     | Derrick Fellner/Fan in Pub |                |
| 2016 | Roger                       | Roy                        | Phim ngắn      |
| 2017 | American Satan              | Ricky Rollins              |                |
| 2018 | Patient Zero                | Scooter                    |                |
| 2022 | Trăng rơi                   | K. C. Houseman             |                |
| 2022 | Marry Me                    | Collin Calloway            |                |
| 2022 | The Railway Children Return | Richard Perks              |                |

### Truyền hình
| Năm     | Tựa đề                | Vai diễn                           | Ghi chú |
| ------- | --------------------- | ---------------------------------- | --- |
| 2011–19 | Game of Thrones       | Samwell Tarly                      | Vai chính; 48 tập Đề cử – Screen Actors Guild Award for Outstanding Performance by an Ensemble in a Drama Series (2011, 2013–15) |
| 2011    | Borgia                | Giovanni di Lorenzo de' Medici     | 5 tập |
| 2012    | Merlin                | Tyr Seward                         | Tập: "A Lesson in Vengeance" |
| 2012    | Shameless             | Wesley                             | 2 tập |
| 2016    | The Last Dragonslayer | Gordon (người lớn)                 | Phim truyền hình |
| 2019    | Saturday Night Live   | Bản thân                           | Tập: "Kit Harington/Sara Bareilles"                                                                                              |
| 2019    | Robot Chicken         | Gordon Ramsay, Quint, Eric (giọng) | Tập: "Boogie Bardstown in: No Need, I Have Coupons"                                                                              |
| 2020    | Urban Myths           | Les Dawson lúc trẻ                 | 6 tập |
| 2023    | North Shore           | Max Drummond                       | Vai chính |
| 2024    | Bài toán 3 vật thể    | Jack Rooney                        | 3 tập |